# ۱۴۰۱ (خورشیدی)
سال ۱۴۰۱ خورشیدی، هزار و چهارصد و یکمین سال گاه‌شماری هجری خورشیدی است. این سال، آغاز قرن پانزدهم خورشیدی است.
سرآغاز آن دوشنبه ۱ فروردین ۱۴۰۱ خورشیدی برابر با ۲۱ مارس ۲۰۲۲ میلادی (مطابق ۱۷ شعبان ۱۴۴۳ قمری قراردادی) و لحظهٔ تحویل آن، ساعت ۱۹:۰۳:۲۶ روز یکشنبه ۲۹ اسفند ۱۴۰۰ خورشیدی به وقت ایران است. این سال عادی است.

## نام‌گذاری‌ها
- این سال در گاه‌شماری حیوانی سال ببر (虎) است.[۳]
- این سال در ایران توسط سید علی خامنه‌ای رهبر جمهوری اسلامی ایران به عنوان سال «تولید، دانش‌بنیان و اشتغال آفرین» نام‌گذاری شد.[۴]

## رویدادها

### فروردین
- ۱۴ فروردین - آغاز تدریس حضوری مدارس و بازگشایی مدارس دو سال پس از دنیاگیری ویروس کووید-۱۹
- ۱۵ فروردین - آغاز اعتراضات ۱۴۰۱ کشاورزان ایران
- ۱۶ فروردین
  - حادثه ۱۴۰۱ حرم امام رضا
- ۱۹ فروردین: هجوم گرد و غبار شدید همراه با باد تند از غرب ایران؛ هوای شهرهای پل‌دختر و خرم‌آباد به اوج کثیفی خود رسید

۳۰ فروردین - آغاز اعتراضات ۱۴۰۱ مالباختگان ایران

### اردیبهشت
- ۱ اردیبهشت - آغاز اعتراضات ۱۴۰۱ معلمان ایران
- ۲۲ اردیبهشت - بروز اعتراضات ۱۴۰۱ به گرانی‌ها در ایران
- ۱۶ اردیبهشت - آغاز اعتراضات ۱۴۰۱ کارگران ایران
- ۲۵ اردیبهشت - آغاز اعتراضات ۱۴۰۱ بازنشستگان تأمین اجتماعی

### خرداد
- ۲ خرداد:
  - فروریختن ساختمان متروپل در آبادان
  - اعتراضات خرداد ۱۴۰۱ ایران
- ۱۸ خرداد: سانحه قطار مشهد به یزد

### مرداد
- ۶ مرداد - آغاز سیل تابستان ۱۴۰۱ چهارمحال و بختیاری
- ۲۱ مرداد - حمله با چاقو به سلمان رشدی
- ۲۵ مرداد - اعتراضات بحران آب ۱۴۰۱ چهارمحال و بختیاری
- انحلال باشگاه فوتبال شهر خودرو مشهد

### شهریور
- ۱۵ شهریور - آغاز اعتراضات ۱۴۰۱ خانواده‌های زندانیان محکوم به اعدام
- ۲۵ شهریور - درگذشت مهسا امینی
- ۲۶ شهریور - آغاز خیزش ۱۴۰۱ ایران
- ۲۸ شهریور:
  - آغاز اعتصابات سراسری ۱۴۰۱ ایران
  - آغاز اختلال گسترده اینترنت در ایران (۱۴۰۱)

### مهر
- ۴ مهر - آغاز اعتصابات ۱۴۰۱ دانشجویان ایران
- ۶ مهر - حملات ۱۴۰۱ سپاه پاسداران به اقلیم کردستان
- ۸ مهر - جمعه خونین زاهدان
- ۱۰ مهر
  - حمله به دانشگاه صنعتی شریف
  - آغاز اعتراضات ۱۴۰۱ دانش‌آموزان ایران
- ۲۰ مهر - حمله به دبیرستان شاهد اردبیل
- ۲۳ مهر - آتش‌سوزی زندان اوین

### آبان
- ۲ آبان - حمله به هنرستان صدر تهران
- ۴ آبان
  - حمله به حرم شاه‌چراغ
  - مراسم چهلم مهسا امینی
- ۱۲ آبان - درگیری‌های ۱۴۰۱ کرج
- ۱۳ آبان - جمعه خونین خاش
- ۲۴ آبان - سالگرد آبان خونین
- ۲۵ آبان - حمله به بازار ایذه
- ۲۹ آبان - آغاز مسابقات جام جهانی فوتبال ۲۰۲۲ قطر
- ۳۰ آبان
  - کشتار ۱۴۰۱ جوانرود
  - باخت ایران در مقابل انگلیس با نتیجه ۶–۲ در جام جهانی فوتبال ۲۰۲۲

### آذر
- ۳ آذر - قطعنامه S35/L1 شورای حقوق بشر تصویب شد
- ۴ آذر
  - هک خبرگزاری فارس
  - پیروزی ایران در مقابل ولز با نتیجه ۰–۲ در جام جهانی فوتبال ۲۰۲۲
- ۸ آذر - باخت ایران در جام جهانی فوتبال ۲۰۲۲ در مقابل آمریکا با نتیجه ۱–۰ و در نهایت حذف تیم ملی ایران و ولز از گروه B جام جهانی
- ۱۷ آذر - اعدام محسن شکاری توسط حکومت جمهوری اسلامی به اتهام محاربه در جریان خیزش ۱۴۰۱ ایران.[۵]
- ۲۱ آذر - اعدام مجیدرضا رهنورد توسط حکومت جمهوری اسلامی به اتهام محاربه در جریان خیزش ۱۴۰۱ ایران.[۶]
- ۲۳ آذر - اخراج جمهوری اسلامی ایران از کمیسیون مقام زن سازمان ملل متحد در جریان خیزش ۱۴۰۱ ایران[۷]
- ۲۵ آذر - قطعنامه وضعیت حقوق بشر در جمهوری اسلامی ایران تصویب شد.

### دی
- ۱۷ دی - اعدام محمدمهدی کرمی و سید محمد حسینی
- ۲۲ دی - افشای رازهایی دربارهٔ کشتی نفتکش  سانچی

### بهمن
- ۷ بهمن - حمله مسلحانه به سفارت جمهوری آذربایجان در تهران
- ۸ بهمن - زلزله خوی

### اسفند
- ۱۹ اسفند - برقراری مجدد روابط دیپلماتیک میان ایران و عربستان پس از هفت سال
- ۲۸ اسفند - امضای توافق‌نامه امنیتی ایران و عراق برای خلع سلاح احزاب کرد ایرانی توسط علی شمخانی دبیر وقت شورای عالی امنیت ملی ایران و قاسم الاعرجی مشاور شورای امنیت ملی عراق. طبق این توافق قرار شد عراق تا ۶ ماه بعد احزاب کرد ایرانی مستقر در اقلیم کردستان عراق را خلع سلاح کرده و اردوگاه‌های نظامی آنها را تعطیل کند.

## رویدادهای نجومی
- تحویل فصل‌ها
  - ۲۹ اسفند - ساعت ۱۹:۰۳ لحظه اعتدال بهاری
  - ۳۱ خرداد - ساعت ۱۲:۴۴ لحظه انقلاب تابستانی
  - ۱ مهر - ساعت ۰۴:۳۴ لحظه اعتدال پاییزی
  - ۱ دی - ساعت ۰۱:۱۸ لحظه انقلاب زمستانی
  - بنا بر قانون، ساعت رسمی کشور «ایران» هر سال در ساعت ۲۴ روز اول (ساعت ۰۰:۰۰:۰۰ روز دوم) فروردین، یک ساعت به جلو کشیده می‌شود و در ساعت ۲۴ روز سی‌ام (ساعت ۰۰:۰۰:۰۰ روز سی‌ویکم) شهریور؛ به عقب کشیده شده، یعنی به حالت اوّل برگردانده می‌شود.
- ماه‌گرفتگی‌ها
  - ۲۶ اردیبهشت - ماه گرفتگی کلی: غیرقابل رؤیت در ایران
  - ۱۷ آبان - ماه گرفتگی کلی: غیرقابل رؤیت در ایران
- خورشیدگرفتگی‌ها
  - ۱۰ اردیبهشت - خورشیدگرفتگی جزیی، غیرقابل رویت در ایران (در جنوبگان و آمریکای جنوبی رویت می‌شود)
  - ۳ آبان - خورشیدگرفتگی جزئی، قابل رویت در ایران
- مقابله‌ها
- مقارنه‌ها
  - ۵ تا ۱۲ فروردین - زحل با مریخ با زهره (هم‌نشینی)
  - ۱۶ فروردین - زحل با مریخ
- کشیدگی‌های سیارات زهره و عطارد
  - ۲۹ آوریل - حداکثر کشیدگی شرقی (شامگاهی) عطارد
  - ۱۶ ژوئن - حداکثر کشیدگی غربی (سحرگاهی) عطارد
  - ۲۵ ژوئن - حداکثر کشیدگی شرقی (شامگاهی) زهره
  - ۲۴ اوت - حداکثر کشیدگی شرقی (شامگاهی) عطارد
  - ۸ اکتبر - حداکثر کشیدگی غربی (سحرگاهی) عطارد
  - ۲۲ دسامبر - حداکثر کشیدگی شرقی (شامگاهی) عطارد
  - ۲۵ ژانویه - حداکثر کشیدگی غربی (سحرگاهی) عطارد
- ۱۱ تیر - عبور سیارک AE۱۲۰۲۲ از فاصله ۵۷۴ هزار کیلومتری زمین

## درگذشتگان

### فروردین
- ۱ فروردین

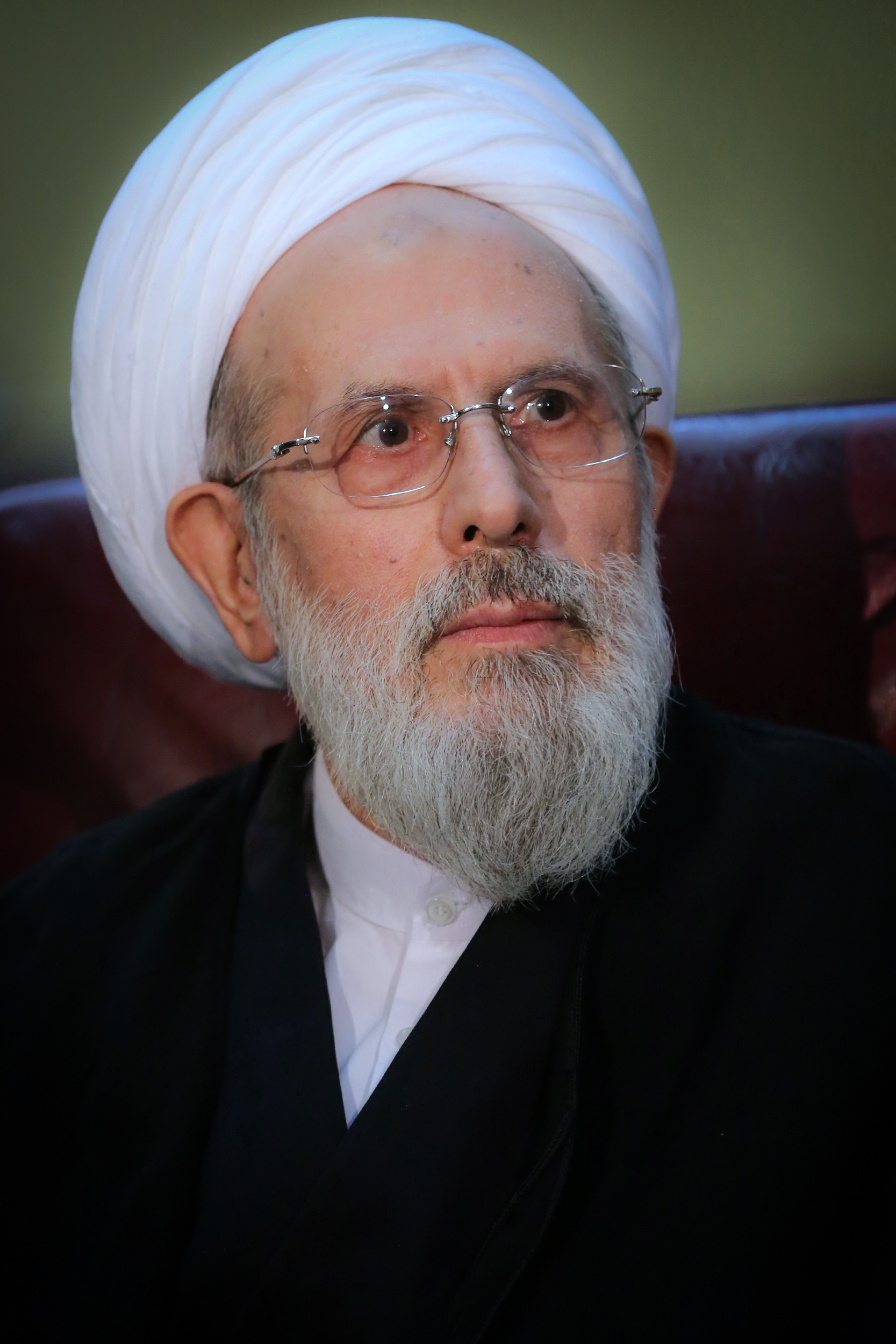
محمد محمدی ری‌شهری

رضا تهرانچی

  - محمد محمدی ری‌شهری، روحانی و سیاستمدار (زاده ۱۳۲۵)
  - مهرنوش شریعتی، بازیگر و عروسک‌گردان (زاده ۱۳۵۸)
- ۲ فروردین
  - سید محمد فقیه، نماینده مجلس خبرگان رهبری (زاده ۱۳۲۱)
  - سید مجتبی رودباری، فقیه شیعه (زاده ۱۳۱۲)
- ۳ فروردین - علی برجسته، بازیگر و تهیه‌کننده سینما (زاده ۱۳۲۲)
- ۵ فروردین - رضا براهنی، نویسنده و شاعر (زاده ۱۳۱۴)
- ۶ فروردین - رضا تهرانچی، کارخانه دار و خالق بیسکویت مادر (زاده ۱۳۰۲)
- ۸ فروردین - علی رضاقلی، جامعه‌شناس (زاده ۱۳۲۶)
- ۱۴ فروردین - آرش آقایی، جودو کار (زاده ۱۳۷۱)
- ۱۵ فروردین - اصغر عسکری خانقاه، انسان‌شناس (زاده ۱۳۱۷)
- ۲۲ فروردین - محمد فیض سرابی، روحانی و سیاستمدار (زاده ۱۳۰۷)
- ۲۳ فروردین - محمدزمان گلدسته، شاعر آئینی، حماسی و مذهبی (زاده ۱۳۵۴)
- ۲۵ فروردین - مهدی صالحی، از بازداشت شدگان اعتراضات ۱۳۹۶ ایران (زاده ۱۳۶۲)

### اردیبهشت
- ۱ اردیبهشت

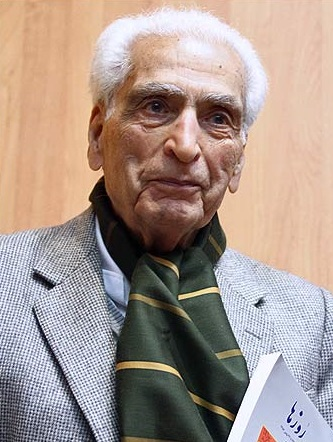
محمدعلی اسلامی ندوشن

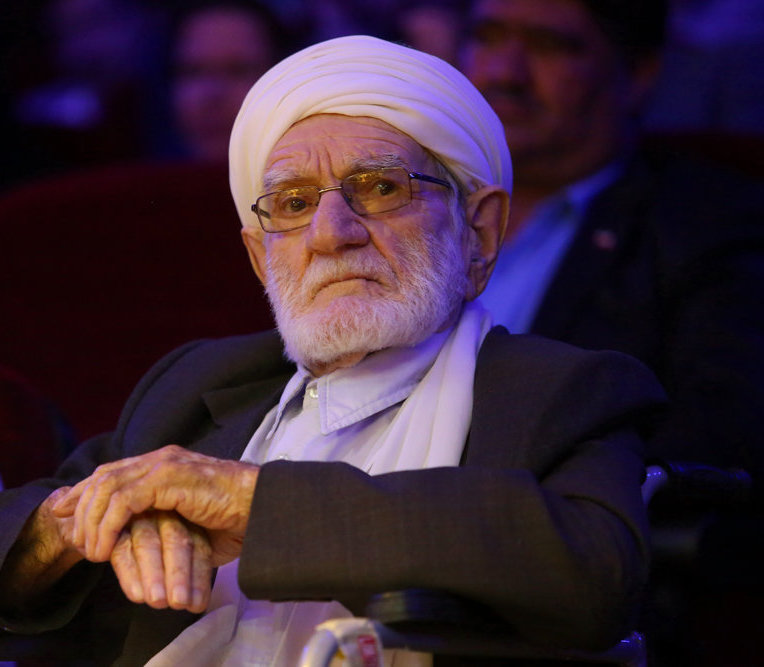
عثمان محمدپرست

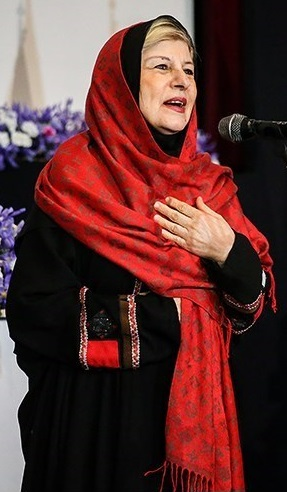
شهلا ناظریان

  - پرویز قاضی‌سعید، نویسنده و مفسر سیاسی (زاده ۱۳۱۸)
  - مسلم بهادری، پیشکسوت پزشکی و استاد نامدار دانشگاه (زاده ۱۳۰۵)
  - محمد مهدی موسوی بجنوردی، فقیه، مجتهد و استاد حوزه علمیه (زاده ۱۳۱۳)
- ۴ اردیبهشت - شهلا ناظریان، دوبلور پیشکسوت (زاده ۱۳۲۶)
- ۵ اردیبهشت
  - داوود امیری، فیلمبردار سینما (زاده ۱۳۵۲)
  - حسین ملاقاسمی، پیشکسوت کشتی (زاده ۱۳۱۱)
  - محمدعلی اسلامی ندوشن، شاعر و نویسنده (زاده ۱۳۰۳)
- ۷ اردیبهشت
  - مهرداد عشقیان، کارگردان نمایش‌های رادیویی (زاده ۱۳۴۱)
  - سید سعید رضویان، تهیه‌کننده سینما (زاده ۱۳۴۳)
- ۹ اردیبهشت - نادر طالب‌زاده، تهیه‌کننده، کارگردان و مجری (زاده ۱۳۳۲)
- ۱۱ اردیبهشت - ناصر نفری، فیزیک‌دان (زاده ۱۳۱۷)
- ۱۲ اردیبهشت - یونس محمدی، سیاستمدار (زاده ۱۳۲۸)
- ۲۰ اردیبهشت - رضا امانی، بازیکن فوتسال (زاده ۱۳۷۰)
- ۲۲ اردیبهشت
  - صید عیسی دارایی، نمایندهٔ دورهٔ نهم مجلس شورای اسلامی (زاده ۱۳۴۲)
  - هاله افشار، استاد علوم سیاسی دانشگاه یورک و عضو ایرانی مجلس اعیان انگلستان (زاده ۱۳۲۳)
- ۲۵ اردیبهشت
  - عبدالله سامری، نمایندهٔ دورهٔ نهم و دهم مجلس شورای اسلامی (زاده ۱۳۵۰)
  - حسین غفوری‌زاده، دونده ایران در المپیک ۱۹۶۴ (زاده ۱۳۲۲)
- ۲۶ اردیبهشت - سید عبدالله فاطمی‌نیا، روحانی و استاد اخلاق (زاده ۱۳۲۵)
- ۲۸ اردیبهشت - غلامحسین رضانژاد، نویسنده (زاده ۱۳۱۳)
- ۲۹ اردیبهشت
  - عثمان محمدپرست، دوتار نواز اهل خراسان (زاده ۱۳۰۷)
  - قاسم معماری، نماینده پیشین مجلس (زاده ۱۳۱۴)

### خرداد

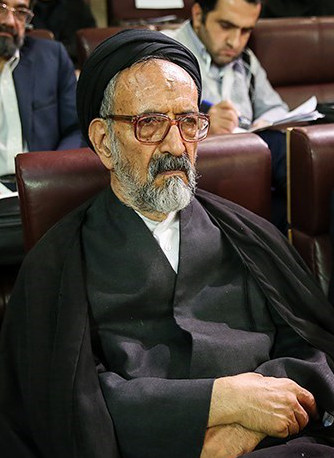
سید محمود دعایی

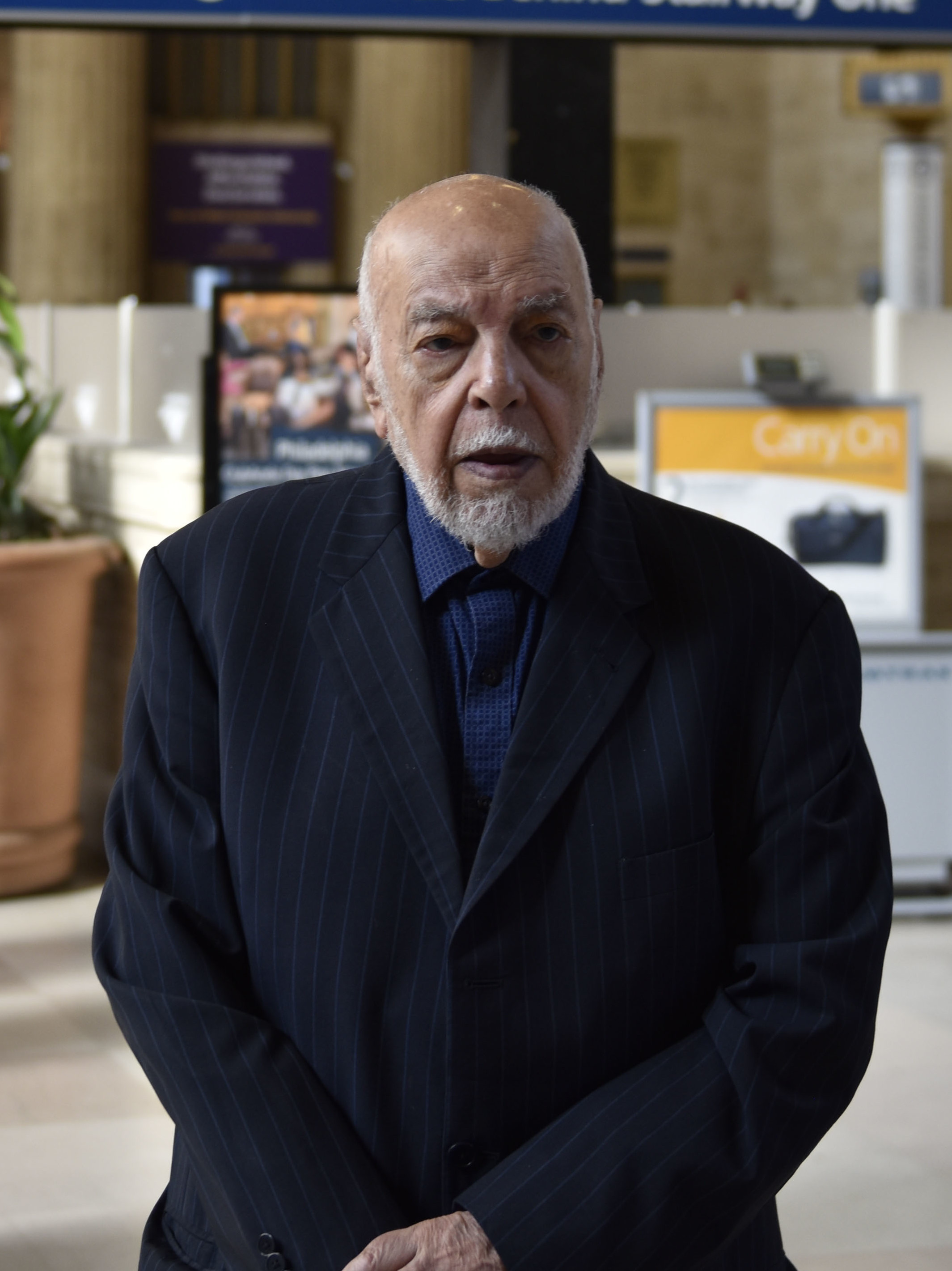
احمد مهدوی دامغانی

محمدعلی کریم‌خانی

- ۳ خرداد - مریم کاظم‌زاده، عکاس و خبرنگار (زاده ۱۳۳۵)
- ۵ خرداد - احمد ساعی، پژوهشگر علوم سیاسی (زاده ۱۳۱۷)
- ۷ خرداد - سید حمید طبیبیان، نویسنده و مترجم (زاده ۱۳۲۷)
- ۹ خرداد
  - کامران ملاپور، کارشناس هسته‌ای شاغل در سایت نطنز[۸][۹]
  - ایوب انتظاری، «دانشمند صنایع هوافضا»[۱۰]
  - علی اسماعیل‌زاده، سرهنگ پاسدار عضو نیروی قدس سپاه پاسداران.[۱۱]
  - محمدتقی رنجبر چوبه، نماینده پیشین مجلس (زاده ۱۳۲۱)
- ۱۲ خرداد - مهدی صباغی، پیشکسوت عرصه تئاتر (زاده ۱۳۳۰)
- ۱۵ خرداد
  - سید محمود دعایی، روحانی و سیاستمدار (زاده ۱۳۲۰)
  - گارنیک مهرابیان، بازیکن فوتبال اهل ایران (زاده ۱۳۱۶)
- ۱۹ خرداد - افسانه محمدی، بازیگر، مترجم، نویسنده، گوینده رادیو (زاده ۱۳۳۹)
- ۲۲ خرداد
  - ایرج صفاتی دزفولی، سیاستمدار (زاده ۱۳۱۸)
  - محسن میرزایی، روزنامه‌نگار و تاریخ‌نگار (زاده ۱۳۱۱)
- ۲۶ خرداد - سرور پاکنشان، پیشکسوت رادیو (زاده ۱۳۲۲)
- ۲۷ خرداد - احمد مهدوی دامغانی، نویسنده و پژوهشگر (زاده ۱۳۰۵)
- ۳۰ خرداد - محمدعلی کریم‌خانی، مداح و خواننده مذهبی (زاده ۱۳۲۹)

### تیر

جواد موفقیان

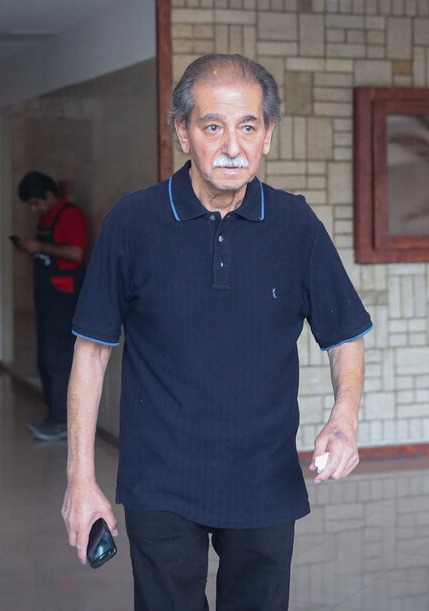
اسماعیل شنگله

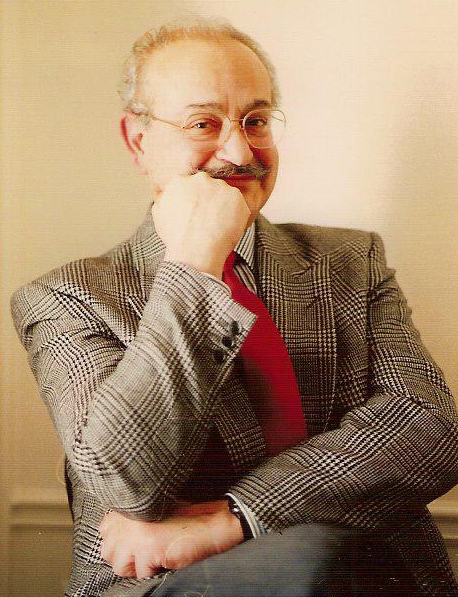
مصطفی فرزانه

- ۱۷ تیر - حسن ذوالفقاری، نویسنده و پژوهشگر ادبی (زاده ۱۳۴۵)
- ۲۱ تیر - محمد پیران، نماینده پیشین مجلس (زاده ۱۳۲۳)
- ۲۳ تیر - عبدالله امیدوار، جهانگرد (زاده ۱۳۱۰)
- ۲۴ تیر - روح‌الله مفیدی، بازیگر (زاده ۱۳۰۸)
- ۲۵ تیر - اسماعیل شنگله، بازیگر سینما و تلویزیون (زاده ۱۳۱۵)
- ۲۶ تیر - سیاوش نورپور، آهنگساز و نوازنده تار و سه تار (زاده ۱۳۲۸)
- ۲۸ تیر - جواد موفقیان، خیر مدرسه ساز (زاده ۱۳۰۶)
- ۲۹ تیر
  - مصطفی فرزانه، نویسنده (زاده ۱۳۰۸)
  - پرویز فیروزکار، دوبلور (زاده ۱۳۱۸)

### مرداد
- ۵ مرداد

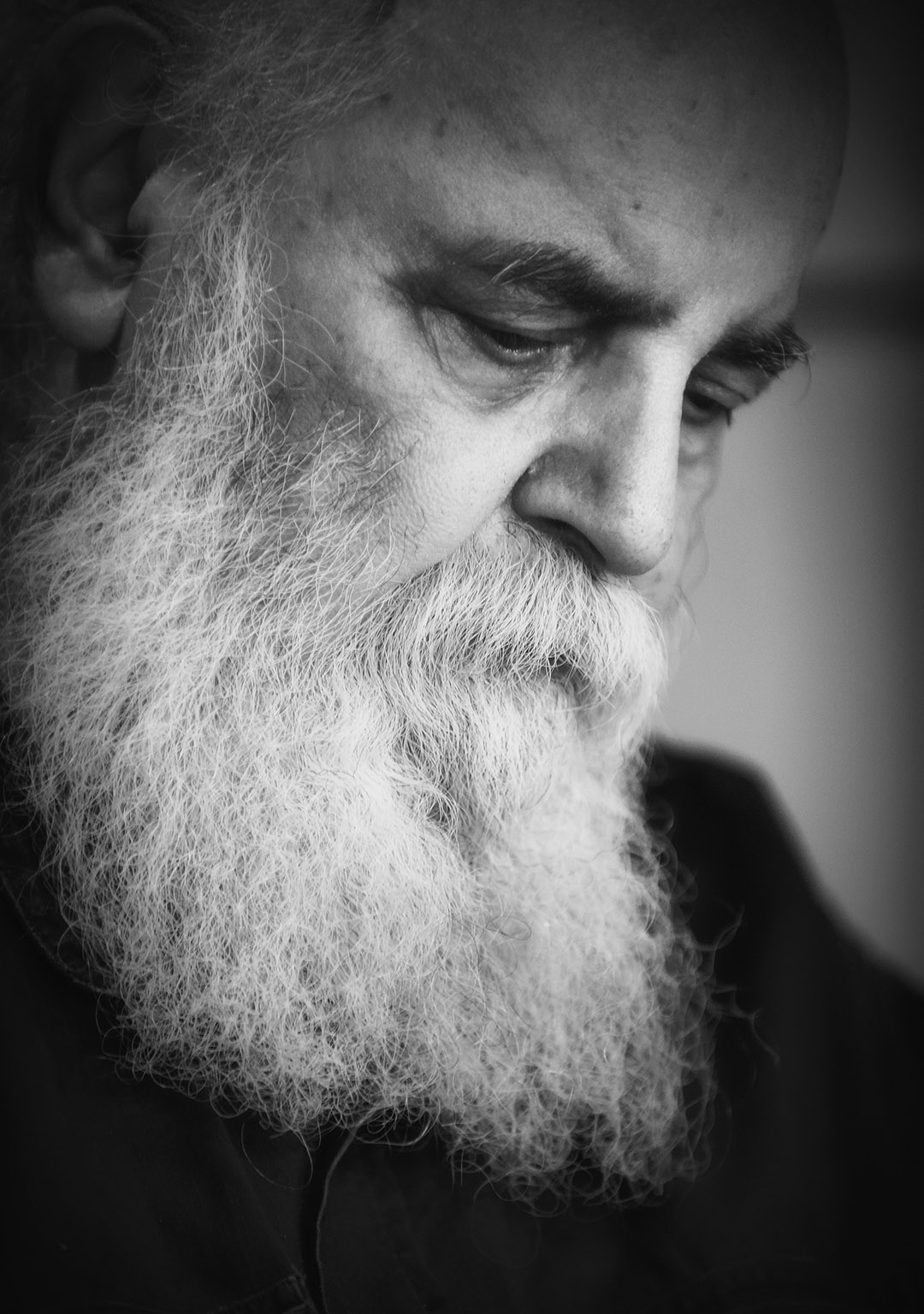
هوشنگ ابتهاج

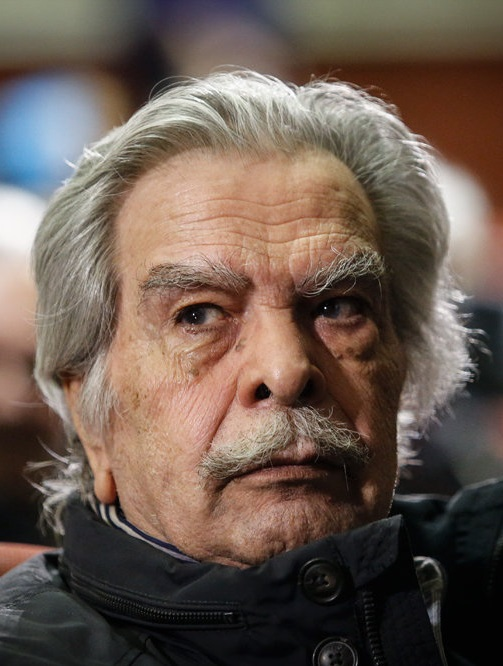
منوچهر اسماعیلی

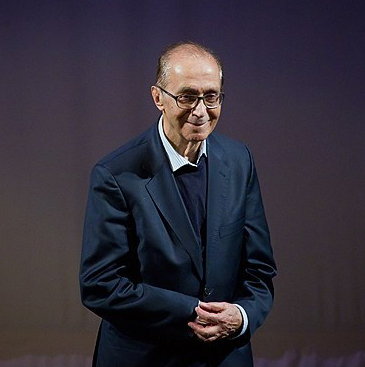
امیراشرف آریان‌پور

  - منوچهر دوایی، پزشک و عضو فرهنگستان علوم پزشکی (زاده ۱۳۱۵)
  - حبیب‌الله صادقی، نقاش (زاده ۱۳۳۶)
- ۶ مرداد - امیراشرف آریانپور، موسیقی‌دان، پژوهشگر و نویسنده (زاده ۱۳۱۷)
- ۷ مرداد
  - عادل آذر، سیاستمدار (زاده ۱۳۴۵)
  - حسین زاجکانیها نماینده پیشین مجلس (زاده ۱۳۲۹)
- ۱۰ مرداد - علی اکبر عالم زاده، ریاضی‌دان، مترجم، استاد دانشگاه (زاده ۱۳۲۲)
- ۱۱ مرداد - احمد گلشیری، مترجم (زاده ۱۳۱۵)
- ۱۷ مرداد - محمد امین روستایی، بوکسور (زاده ۱۳۸۰)
- ۱۹ مرداد - هوشنگ ابتهاج، شاعر (زاده ۱۳۰۶)
- ۲۰ مرداد - مسعود اسداللهی، کارگردان و بازیگر (زاده ۱۳۲۳)
- داریوش کمپل، موسیقیدان (زاده ۱۳۵۹)
- ۲۱ مرداد
  - منوچهر انصاری، نوازندهٔ ویلن و موسیقی‌دان (زاده ۱۳۲۵)
  - ابراهیم قنبری‌مهر، سازنده سازهای موسیقی (زاده ۱۳۰۷)
  - برومند نجفی، محیط بان
- ۲۲ مرداد - عباس منتجم شیرازی، خواننده و بازیگر (زاده ۱۳۱۴)
- ۲۵ مرداد
  - بابک برزویه، بازیگر و عکاس (زاده ۱۳۴۸)
  - حسن ارژنگ‌نژاد، مجسمه‌ساز (زاده ۱۳۰۰)
- ۲۶ مرداد
  - محمود فاطمی، دوبلور و پزشک (زاده ۱۳۲۰)
  - محمدتقی انصاریان، از مؤلفان شیعه (زاده ۱۳۲۵)
- ۲۸ مرداد - کیومرث عباسی، شاعر (زاده۱۳۲۰)
- ۳۱ مرداد
  - مهین افشان‌پور، هنرمند و نگارگر (زاده ۱۳۲۰)
  - منوچهر اسماعیلی، دوبلور (زاده ۱۳۱۸)
  - منور رمضانی، ملقب به ننه حسن، نقاش (زاده ۱۳۱۶)

### شهریور

مهسا امینی

نیکا شاکرمی

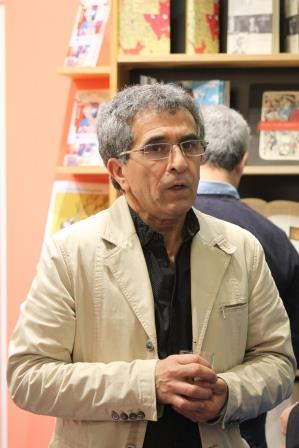
عباس معروفی

حدیث نجفی

حنانه کیا

میلاد زارع

سارینا اسماعیل‌زاده

غزاله چلابی

محمدحسن ترکمان

- ۲ شهریور - حسین محمدزاده صدیق، نویسنده و مترجم (زاده ۱۳۲۴)
- ۴ شهریور - محمدعلی ناصری، روحانی و استاد اخلاق (زاده ۱۳۰۹)
- ۵ شهریور - حسین سرفراز، روزنامه‌نگار و شاعر (زاده ۱۳۱۲)
- ۱۰ شهریور
  - عباس معروفی، نویسنده (زاده ۱۳۳۶)
  - محمود احمدزاده، وزیر صنایع و معادن در دولت بازرگان (زاده ۱۳۱۴)
- ۱۳ شهریور - محسن میهن دوست، نویسنده، پژوهشگر، اسطوره‌شناس، مردم‌شناس، شاعر و اندیشمند (زاده ۱۳۲۳)
- ۱۵ شهریور - محمد ذهتاب، رئیس شورای عالی فنی فدراسیون وزنه‌برداری (زاده ۱۳۰۶)
- ۲۱ شهریور
  - شاپور زرنگار، شمشیرباز (زاده ۱۳۰۸)
  - منوچهر صادق‌پور، کارگردان، تهیه‌کننده و بازیگر (زاده ۱۳۱۱)
- ۲۲ شهریور - اصغر یوسفی‌نژاد، کارگردان و فیلم‌نامه‌نویس (زاده ۱۳۴۸)
- ۲۳ شهریور - یدالله رؤیایی، شاعر (زاده ۱۳۱۱)
- ۲۵ شهریور - مهسا امینی، شهروند کشته شده در بازداشتگاه گشت ارشاد که مرگ او آغازگر خیزش ۱۴۰۱ ایران شد (زاده ۱۳۷۹)
- ۲۹ شهریور
  - مینو مجیدی، از کشته شدگان خیزش ۱۴۰۱ ایران (زاده ۱۳۳۹)
  - میلاد زارع، از کشته شدگان جنبش خیزش ۱۴۰۱ ایران (زاده ۱۳۷۵)
  - نیکا شاکرمی، از کشته شدگان خیزش ۱۴۰۱ ایران (زاده ۱۳۸۴)
- ۳۰ شهریور
  - حدیث نجفی، از کشته شدگان خیزش ۱۴۰۱ ایران (زاده ۱۳۷۸)
  - حنانه کیا، از کشته شدگان خیزش ۱۴۰۱ ایران (زاده ۱۳۷۸)
  - سارینا اسماعیل‌زاده، از کشته شدگان خیزش ۱۴۰۱ ایران (زاده ۱۳۸۵)
  - غزاله چلابی، کوهنورد و از کشته شدگان خیزش ۱۴۰۱ ایران (زاده ۱۳۶۸)
  - محمدحسن ترکمان، از کشته شدگان خیزش ۱۴۰۱ ایران (زاده ۱۳۷۴)
  - محسن قیصری، از کشته شدگان خیزش ۱۴۰۱ ایران
  - ابوالفضل مهدی پور روشن، از کشته شدگان جنبش خیزش ۱۴۰۱ ایران (زاده ۱۳۸۳)
- ۳۱ شهریور
  - ستاره تاجیک، دختر افغانستانی متولد تهران که در خیزش ۱۴۰۱ ایران توسط نیروهای یگان ویژه کشته شد (زاده ۱۳۸۳)
  - جواد حیدری، از کشته شدگان خیزش ۱۴۰۱ ایران (زاده ۱۳۶۱)
  - شیرین علیزاده، از کشته شدگان خیزش ۱۴۰۱ ایران (زاده ۱۳۶۵)
  - پارسا رضادوست، از کشته شدگان خیزش ۱۴۰۱ ایران (زاده ۱۳۸۲)
  - مهسا موگویی، تکواندوکار و از کشته شدگان خیزش ۱۴۰۱ ایران (زاده ۱۳۸۱)

### مهر

خدانور لجه‌ای

اسرا پناهی

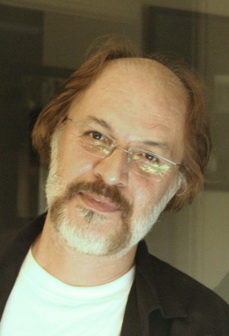
امین تارخ

رضا حقیقت‌نژاد

- ۲ مهر - امین تارخ، بازیگر سینما و تلویزیون (زاده ۱۳۳۲)
- ۶ مهر - آرش عاشوری‌نیا، عکاس (زاده ۱۳۵۹)
- ۸ مهر
  - محمداقبال نائب‌زهی، از کشته شدگان جمعه خونین زاهدان (زاده ۱۳۸۵)
  - هستی نارویی، از کشته شدگان جمعه خونین زاهدان
- ۱۰ مهر - خدانور لجه‌ای، از کشته شدگان جمعه خونین زاهدان (زاده ۱۳۷۴)
- ۱۳ مهر - نیما شفیق‌دوست، از کشته شدگان خیزش ۱۴۰۱ ایران (زاده ۱۳۸۵)
- ۱۴ مهر - یزدان راد، بدن‌ساز ایرانی (زاده ۱۳۴۲)
- ۱۵ مهر - سید رضا موید، شاعر (زاده ۱۳۲۱)
- ۱۷ مهر - یحیی رحیمی، از کشته شدگان خیزش ۱۴۰۱ ایران
- ۱۹ مهر - رضا روستاآزاد، رئیس سابق دانشگاه صنعتی شریف (زاده ۱۳۴۰)
- ۲۰ مهر
  - آرمین صیادی، از کشته شدگان قیام زن، زندگی، آزادی (زاده ۱۳۸۴)
  - اسرا پناهی، دانش آموز کشته شده در خیزش ۱۴۰۱ ایران (زاده ۱۳۸۶)
  - سینا نادری، از دراویش اهل حق و از کشته شدگان خیزش ۱۴۰۱ ایران
  - نگین عبدالملکی، از کشته شدگان خیزش ۱۴۰۱ ایران
- ۲۲ مهر - امیرحسین ندایی، فیلمساز و مجری تلویزیون (زاده ۱۳۴۴)
- ۲۴ مهر - محمد امینی، پژوهشگر تاریخ معاصر ایران و نویسنده (زاده ۱۳۳۰)
- ۲۵ مهر
  - احمد اکبری، شمشیرباز (زاده ۱۳۲۶)
  - رضا حقیقت‌نژاد، روزنامه‌نگار ایرانی (زاده ۱۳۵۶)
  - نعمت‌الله ستوده هنرمند موسیقی ایرانی (زاده ۱۳۲۰)
- ۲۶ مهر - هادی سیف، کارگردان، نویسنده و مجری (زاده ۱۳۲۶)
- ۲۷ مهر - علی تهرانی، روحانی و شوهر خواهر تنی سید علی خامنه‌ای (زاده ۱۳۰۵)
- ۳۰ مهر - آرنیکا قائم مقامی، از کشته شدگان خیزش ۱۴۰۱ ایران

### آبان
- ۱ آبان

کیان پیرفلک

مهرشاد شهیدی

آیلار حقی

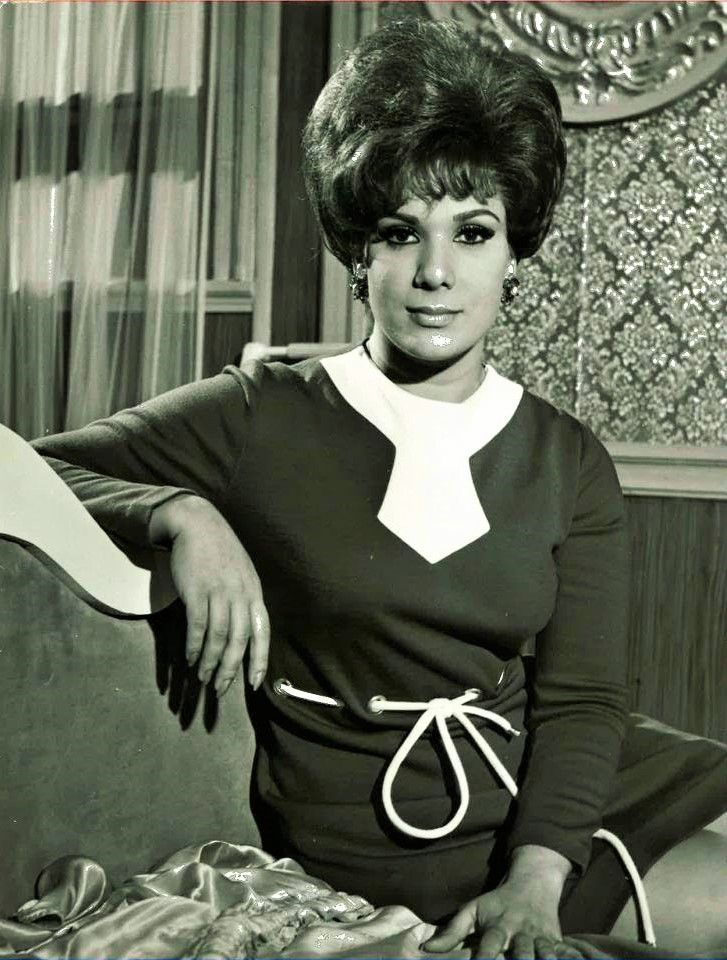
شهین

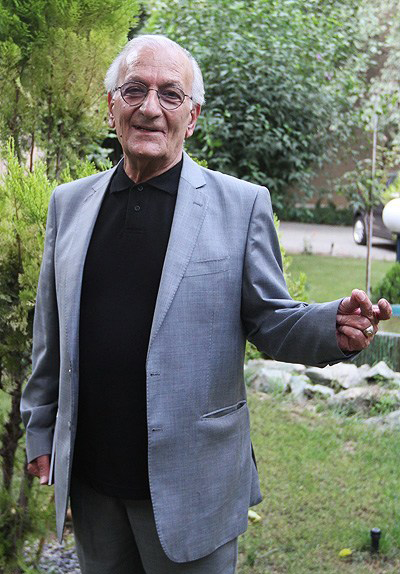
جلال مقامی

بهروز صوراسرافیل

یلدا آقافضلی

حمیدرضا روحی

  - عموحاجی، مردی که نیم قرن حمام نرفت (زاده ۱۳۰۷)
  - مونا نقیب، دانش آموز و از کشته شدگان خیزش ۱۴۰۱ ایران (زاده ۱۳۹۳)
- ۳ آبان - مائده جوانفر، پرستار و از کشته شدگان خیزش ۱۴۰۱ ایران (زاده ۱۳۷۲)
- ۴ آبان
  - علی‌رضا صدرا، نماینده دزفول در دوره چهارم مجلس شورای اسلامی (زاده ۱۳۳۷)
  - بهناز افشاری، از کشته شدگان خیزش ۱۴۰۱ ایران
  - پریسا بهمنی، جراح و از کشته شدگان خیزش ۱۴۰۱ ایران (زاده ۱۳۴۹)
- ۵ آبان
  - جلال مقامی، دوبلور، مدیر دوبلاژ، گوینده و بازیگر (زاده ۱۳۲۰)
  - سارینا ساعدی، از کشته شدگان خیزش ۱۴۰۱ ایران (زاده ۱۳۸۶)
  - فرشته احمدی، از کشته شدگان خیزش ۱۴۰۱ ایران
  - مهرشاد شهیدی، سرآشپز و از کشته شدگان خیزش ۱۴۰۱ ایران (زاده ۱۳۸۱)
- ۶ آبان - سیروس شفقی، استاد بازنشسته جغرافیا، اصفهان‌شناس، عضو و مؤسس انجمن جغرافیدانان ایران (زاده ۱۳۱۲)
- ۸ آبان
  - حسین مفید، رئیس سابق دیوان عالی کشور (زاده ؟)
  - کومار درافتاده، از کشته شدگان خیزش ۱۴۰۱ ایران (زاده ۱۳۸۵)
- ۹ آبان
  - عباسعلی اختری، نماینده ادوار مجلس شورای اسلامی و خبرگان (زاده ۱۳۱۸)
  - نسیم صدقی، از کشته شدگان خیزش ۱۴۰۱ ایران
- ۱۲ آبان
  - عرفان زمانی، از کشته شدگان خیزش ۱۴۰۱ ایران (زاده ۱۳۷۸)
  - مهدی حضرتی، از کشته شدگان خیزش ۱۴۰۱ ایران (زاده ۱۳۸۳)
  - نیما نوری، از کشته شدگان خیزش ۱۴۰۱ ایران (زاده ۱۳۸۳)
- ۱۳ آبان - نسرین قادری، از کشته شدگان خیزش ۱۴۰۱ ایران (زاده ۱۳۶۶)
- ۱۵ آبان - مرتضی محمدخان، وزیر امور اقتصادی و دارایی در دوران ریاست جمهوری اکبر هاشمی رفسنجانی و یکی از بازماندگان بمب‌گذاری در دفتر حزب جمهوری اسلامی (زاده ۱۳۲۴)
- ۱۸ آبان
  - بهروز صوراسرافیل، روزنامه‌نگار (زاده ۱۳۲۹)
  - خسرو بامداد، پیشکسوت تئاتر (زاده ۱۳۱۷)
  - سپهر بیرانوند، از کشته شدگان خیزش ۱۴۰۱ ایران (زاده ۱۳۸۲)
- ۱۹ آبان
  - ابوالقاسم حسینجانی، شاعر، نویسنده و مترجم (زاده ۱۳۲۸)
  - شهین، بازیگر و خواننده (زاده ۱۳۱۸)
- ۲۰ آبان - یلدا آقافضلی، از کشته شدگان خیزش ۱۴۰۱ ایران (زاده ۱۳۸۱)
- ۲۱ آبان
  - سید علی‌اصغر حسینی، امام جمعهٔ سابق شهر یاسوج (زاده ۱۳۱۸)
  - مهران کریمی ناصری، شخصی که نزدیک به ۲۰ سال در فرودگاه زندگی میکرد (زاده ۱۳۲۱)
- ۲۴ آبان - سپهر اسماعیلی، از کشته شدگان خیزش ۱۴۰۱ ایران (زاده ۱۳۸۰)
- ۲۵ آبان
  - ناصر تکمیل همایون، جامعه‌شناس و تاریخ‌نگار (زاده ۱۳۱۵)
  - آیلار حقی، از کشته شدگان خیزش ۱۴۰۱ ایران (زاده ۱۳۷۸)
  - کیان پیرفلک، از کشته شدگان خیزش ۱۴۰۱ ایران (زاده ۱۳۹۲)
  - دانیال پابندی، از کشته شدگان خیزش ۱۴۰۱ ایران (زاده ۱۳۸۴)
  - علی عباسی، از کشته شدگان خیزش ۱۴۰۱ ایران (زاده ۱۳۷۷)
- ۲۷ آبان
  - ناصر مجدبیگدلی، تهیه‌کننده سینما (زاده ۱۳۰۹)
  - حمیدرضا روحی، مدل و از کشته شدگان خیزش ۱۴۰۱ ایران (زاده ۱۳۸۲)
- ۲۸ آبان - امیرجواد اسعدزاده، از کشته شدگان خیزش ۱۴۰۱ ایران
- ۲۹ آبان - کاروان قادرشاکری، از کشته شدگان خیزش ۱۴۰۱ ایران (زاده ۱۳۸۵)

### آذر

مجیدرضا رهنورد

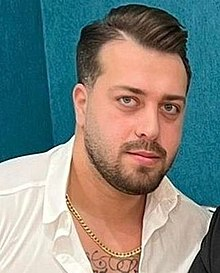
مهران سماک

- ۱ آذر - حسین زرینجویی، بازیگر تلویزیون و استندآپ کمدین (زاده ۱۳۷۱)
- ۲ آذر - سرتیپ علی کوچک‌زاده، فرمانده ژاندارمری ایران
- ۳ آذر - شکرالله عطارزاده، نماینده سابق مجلس شورای اسلامی (زاده ۱۳۳۹)
- ۳ آذر - شمال خدیری‌پور، از کشته شدگان خیزش ۱۴۰۱ ایران (زاده ۱۳۶۹)
- ۵ آذر - شورش نیکنام، از کشته شدگان خیزش ۱۴۰۱ ایران (زاده ۱۳۶۸)
- ۸ آذر - مهران سماک، از کشته شدگان خیزش ۱۴۰۱ ایران (زاده ۱۳۷۴)
- ۱۰ آذر - یدالله مفتون امینی، شاعر (زاده ۱۳۰۵)
- ۱۱ آذر - محمود بیاتی، بازیکن و مربی فوتبال (زاده ۱۳۰۷)
- ۱۴ آذر
  - احمد پورکاشیان، والیبالیست و سرمربی اسبق نوجوانان ایران (زاده ۱۳۳۱)
  - محمود زند مقدم، نویسنده (زاده ۱۳۱۷)
- ۱۶ آذر
  - کریم باوی، بازیکن فوتبال (زاده ۱۳۴۳)
  - علیرضا خوشکار بیاتی، از کشته شدگان خیزش ۱۴۰۱ ایران (زاده ۱۳۷۰)
  - دنیا فرهادی، از کشته شدگان خیزش ۱۴۰۱ ایران
  - هومن عبداللهی، از کشته شدگان خیزش ۱۴۰۱ ایران (زاده ۱۳۷۹)
- ۱۷ آذر
  - اسفندیار قره‌باغی، خواننده و بازیگر (زاده ۱۳۲۲)
  - رستم قاسمی، سیاست‌مدار (زاده ۱۳۴۳)
  - محسن شکاری، یکی از بازداشت شدگان خیزش ۱۴۰۱ ایران { اعدام } (زاده ۱۳۷۸)
- ۲۰ آذر
  - محمد ثابت‌قدم، بنیانگذار شیرینی فرانسه (زاده ۱۳۱۴)
  - داود جعفری امید، موسیقی‌دان (زاده ۱۳۰۸)
- ۲۱ آذر - مجیدرضا رهنورد، کشتی‌گیر و از بازداشت شدگان خیزش ۱۴۰۱ ایران { اعدام } (زاده ۱۳۷۸)
- ۲۲ آذر - بهزاد غریب‌پور، تصویرگر و گرافیست (زاده ۱۳۳۶)
- ۲۵ آذر
  - سید محمدصادق روحانی، مرجع تقلید (زاده ۱۳۰۵)
  - محمدعلی شیرازی، شاعر و ترانه‌سرا (زاده ۱۳۱۹)
- ۲۸ آذر
  - ایرج اعتصام، معمار (زاده ۱۳۰۹)
  - سید احمد وکیلیان، نویسنده و پژوهشگر (زاده ۱۳۲۶)
- ۳۰ آذر - جلیل فتوحی‌نیا، طراح صحنه و لباس (زاده ۱۳۴۹)

### دی
- ۱ دی
  - عباس شیبانی، سیاستمدار (زاده ۱۳۱۰)
  - احمد احرار، روزنامه‌نگار و رمان‌نویس (زاده ۱۳۱۳)
- ۱۰ دی - علی محمد مرادی، نماینده پیشین مجلس (زاده ۱۳۴۱)
- ۱۷ دی
  - داود ایوب، کشتی‌گیر ایرانی (زاده ۱۳۲۷)
  - سید محمد حسینی، یکی از بازداشت شدگان خیزش ۱۴۰۱ ایران { اعدام } (زاده ۱۳۶۱)
  - محمدمهدی کرمی، یکی از بازداشت شدگان خیزش ۱۴۰۱ ایران { اعدام } (زاده ۱۳۸۰)
- ۱۸ دی - محسن جعفری راد، روزنامه‌نگار، نویسنده سینمایی، منتقد و کارگردان سینما و مستندساز (زاده ۱۳۶۵)
- ۱۹ دی - علیرضا اشرفی، ریاضی‌دان (زاده ۱۳۴۳)
- ۲۰ دی - آتور خناشو، نماینده دوره دوم مجلس شورای اسلامی و دوره سوم مجلس شورای اسلامی از حوزه انتخابیه مسیحیان آشوری و کلدانی (زاده ۱۳۲۰)[۱۲]
- ۲۱ دی - ابوالفضل خطیبی، نویسنده، شاهنامه‌شناس و پژوهشگر زبان و ادب فارسی (زاده ۱۳۳۹)
- ۲۲ دی - ابوالفضل طباطبایی، مجری و گوینده صدا (زاده ۱۳۴۰)
- ۲۵ دی - محمدحسین پناهی، بازیگر سینما و تلویزیون (زاده ۱۳۳۴)
- ۲۶ دی - هوشنگ لطیف‌پور، دوبلور و گوینده صدا (زاده ۱۳۱۱)
- ۲۷ دی - علی اکبرپور، موسیقی دان، نوازنده و آهنگساز (زاده ۱۳۱۳)
- ۲۹ دی - شهروز ملک‌آرایی، دوبلور و بازیگر (زاده ۱۳۲۰)

### بهمن
- ۲ بهمن
  - حسین شهابی، نویسنده و کارگردان (زاده ۱۳۴۶)
  - سید ابوالحسن مختاباد، نویسنده و منتقد (زاده ۱۳۴۸)
- ۱۸ بهمن - عباس اعتماد فینی، باستان‌شناس تجربی (زاده ۱۳۱۵)
- ۲۰ بهمن - حسین کریمی مراغه‌ای، شاعر (زاده ۱۳۱۰)
- ۲۱ بهمن - سید محمد هاشمی، حقوق‌دان و وکیل (زاده ۱۳۲۰)
- ۲۷ بهمن - حسن ناهید، موسیقی‌دان و نوازنده نی (زاده ۱۳۲۲)

### اسفند
- ۲ اسفند - ایرج کلانتری، معمار و شهرساز (زاده ۱۳۱۶)
- ۵ اسفند - کمال اجتماعی جندقی، شاعر و طنز پرداز (زاده ۱۳۰۸)
- ۶ اسفند
  - فرامرز بهزاد، مترجم و فرهنگ‌نویس (زاده ۱۳۱۴)
  - شهرام عبدلی، بازیگر (زاده ۱۳۵۵)
- ۸ اسفند - محمدجعفر جعفری لنگرودی، فقیه، مجتهد، فیلسوف، ادیب، شاعر و حقوقدان (زاده ۱۳۰۲)
- ۹ اسفند
  - پیروز، یوزپلنگی ایرانی (زاده ۱۴۰۱)
  - سید جواد طباطبایی، استاد دانشگاه، پژوهشگر، حقوقدان و فیلسوف (زاده ۱۳۲۴)
- ۱۰ اسفند - محمد حاج‌حسینی، بازیگر سینما و تلویزیون (زاده ۱۳۲۱)
- ۱۲ اسفند - فردین فرمند، نماینده پیشین مجلس (زاده ۱۳۳۵)
- ۱۲ اسفند - یارعلی پورمقدم، نویسنده و نمایش نامه نویس (زاده ۱۳۲۹)
- ۱۴ اسفند
  - جواد گلپایگانی، تهیه‌کننده و بازیگر (زاده ۱۳۲۹)
  - غلامحسین میرزاصالح، نویسنده و مترجم (زاده ۱۳۲۴)
- ۱۶ اسفند - حسین آذین، نماینده پیشین مجلس (زاده ۱۳۴۵)
- ۱۸ اسفند
  - حسن غفوری‌فرد، سیاست‌مدار (زاده ۱۳۲۲)
  - عبدالله انوار، مترجم، ریاضی‌دان و فیلسوف (زاده ۱۳۰۳)
- ۱۹ اسفند - رضا یوسفیان، نماینده پیشین مجلس و پزشک (زاده ۱۳۴۶)
- ۲۰ اسفند - غلامحسین یوسفی، شاعر (زاده ۱۳۲۶)
- ۲۲ اسفند - یوسف هاشمی زاده، کاشف برنج هاشمی (زاده ۱۳۲۶)
- ۲۳ اسفند - محمدجواد محبت، شاعر و معلم (زاده ۱۳۲۲)
- ۲۴ اسفند - پطروس پالیان، فیلم‌بردار (زاده ۱۳۱۰)
- ۲۴ اسفند - فربد زاوه، کارشناس صنعت خودرو (زاده ۱۳۵۶)
- ۲۵ اسفند - احمد دامود، پژوهشگر، مدرس، مترجم و بازیگر، سینما، تئاتر و تلویزیون (زاده ۱۳۱۸)